# 大同ITソリューションズ
株式会社大同ITソリューションズ（英: Star Info Tech Co.,Ltd.）は、愛知県名古屋市東区に本社を置くソフトウェア会社。

## 概要
大同特殊鋼の子会社で、2000年（平成12年）4月に大同特殊鋼の情報部門より分社独立。情報システム会社としてシステム構築やシステムメンテナンス、パッケージソフトの開発・販売のほか、ITコンサルティングやハードウェアの販売なども行っている。

## 沿革
- 2000年（平成12年）4月3日 - 大同特殊鋼の情報部門より分社化し株式会社スターインフォテックを設立[1]。
- 2003年（平成15年）8月 - 株式会社トータルシステム研究所（名古屋市）の営業を譲受[1]。
- 2005年（平成17年）8月 - 知多コンピュータセンターにてISMS認証を取得[1]。
- 2005年（平成17年）12月 - 名古屋市東区のアーバンネット名古屋ビルに本社を移転[1]。
- 2006年（平成18年）8月 - 渋川コンピュータセンターにてISMS認証を取得[1]。
- 2007年（平成19年）8月 - ISMS認証からISO/IEC 27001:2005に移行[1]。
- 2009年（平成21年）8月 - 名古屋市南区滝春町に本社を移転[1]。
- 2012年（平成24年）5月 - アーバンネット名古屋ビルに本社を再移転[1]。
- 2021年（令和3年）4月 - 株式会社大同ITソリューションズに商号を変更[1]。

## 主な製品
- スタースチールシリーズ（鋼材卸・加工業向けシステム）
- まかせて!シリーズ（鋼材卸・加工業向けシステム）
- ECシステム（鋼材卸・加工業向けシステム）
- 愛ちゃんシリーズ（知的障害者施設向け支援ソフト）
- 給ちゃんシリーズ（給食センター向け業務ソフト）
- まかせて!勤務表（勤務表作成サポートシステム）
- 水質管理システム（水質管理・分析管理ソフト）

## 事業所
- 本社（愛知県名古屋市東区）
- 本社センター（愛知県名古屋市東区）
- 東京センター（東京都港区）
- 知多センター（愛知県東海市）
- 星崎センター（愛知県名古屋市南区）
- 渋川センター（群馬県渋川市）
- 築地センター（愛知県名古屋市港区）
- 技術部（愛知県名古屋市南区）
- ICTサービス部（愛知県名古屋市南区）
- 関連センター（愛知県名古屋市南区）
- 開発部（愛知県名古屋市南区）